# Hosenboje

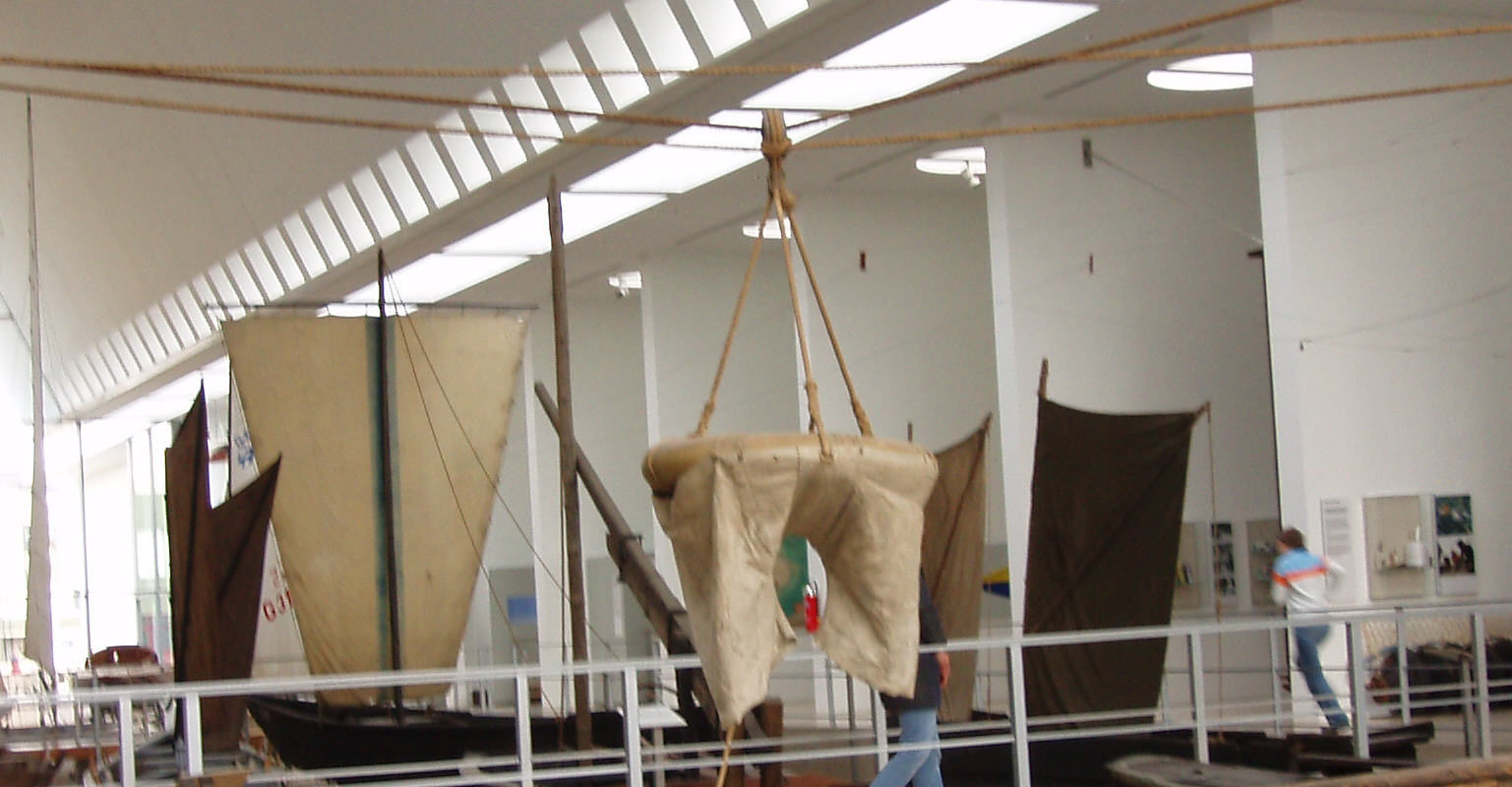
Hosenboje

Die Hosenboje ermöglicht das Retten Schiffbrüchiger über eine Leinenverbindung zwischen zwei Schiffen oder zwischen einer Küste und einem Schiff.

## Aufbau
Die Hosenboje besteht aus einem Rettungsring mit angenähter Hose. Wie eine Seilbahn wird dieser an einem Seil hin und her gefahren.

## Rettungseinsatz

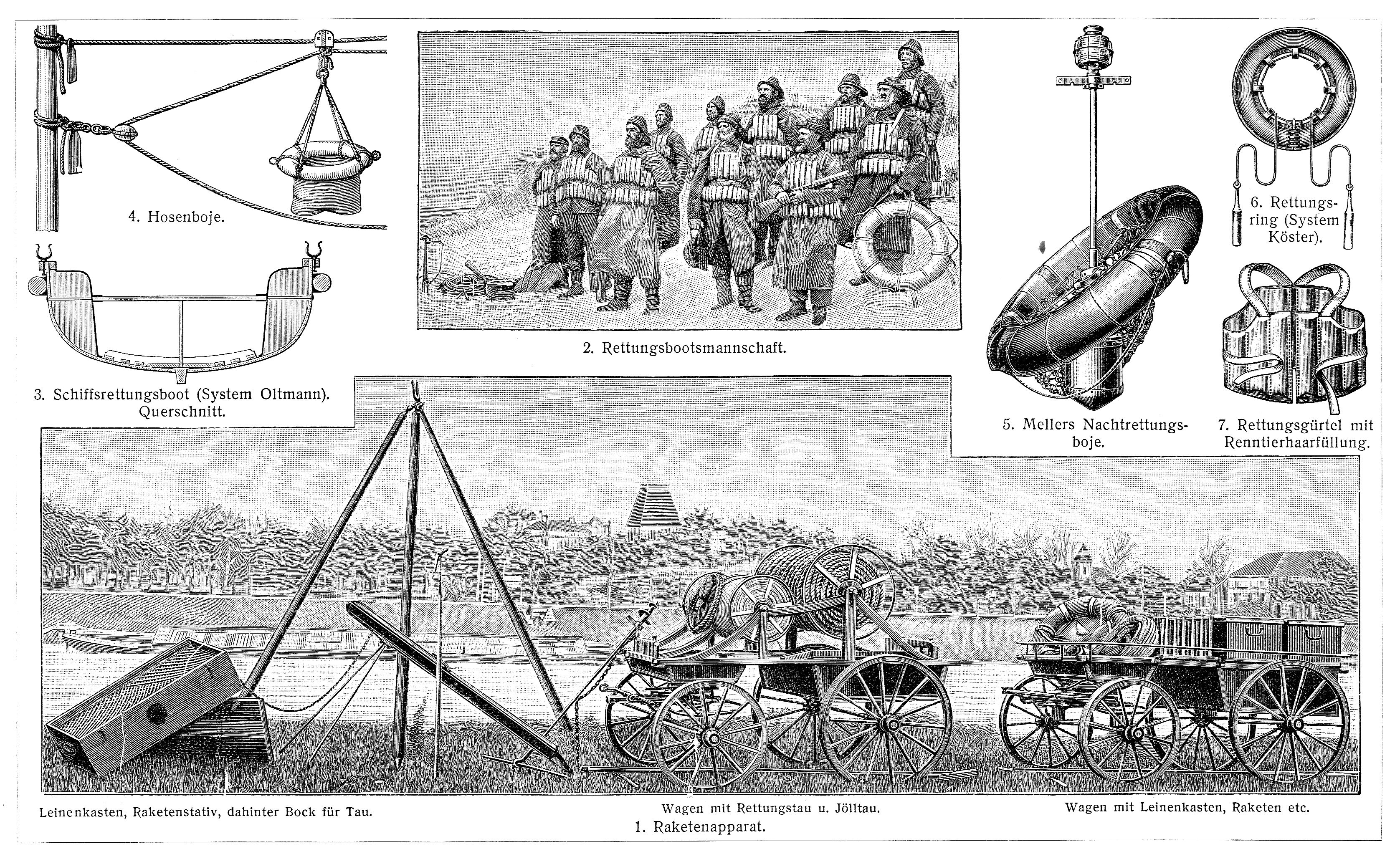
Bildtafel Rettungswesen zur See I. aus Meyers Konversations-Lexikon (6. Auflage)

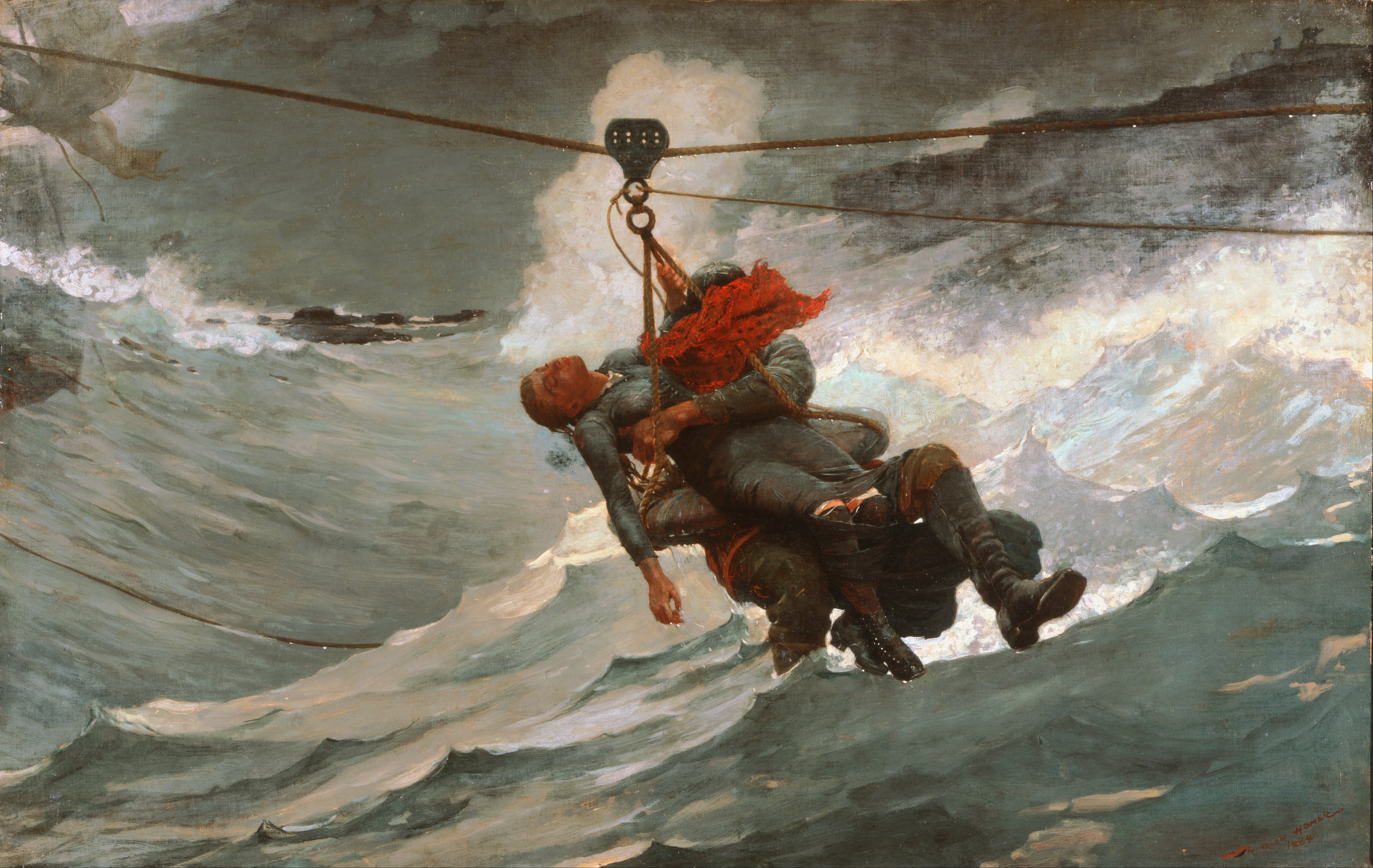
1883 beobachtete Winslow Homer in Atlantic City die Vorführung einer Seenot-Rettung mit einer Hosenboje

Mit einem Geschütz (Manby-Mörser, Lyle gun) oder einer kleinen Rakete („Raketenapparat“) wird zunächst ein dünnes Seil zum havarierten Schiff geschossen. Anschließend wird daran von der Besatzung des Havaristen ein Jolltau zum Schiff gezogen und dort möglichst hoch befestigt. Mit Hilfe des Jolltaus zieht nun die Rettungsmannschaft das eigentliche Rettungsseil zum Schiff. Dieses wird dort oberhalb des Blocks des Jolltaus fest gemacht. Nun kommt die Hosenboje im Pendelverkehr zwischen Land und Havaristen zum Einsatz. Sie gleitet dabei an dem Rettungsseil und wird durch das Jolltau bewegt. Der Rettungsring der Hosenboje verhindert das Untertauchen des Schiffbrüchigen bei stürmischer See. Es kann jeweils immer nur eine Person abgeborgen werden.
Allein zwischen 1865 und 1915 hatte die Deutsche Gesellschaft zur Rettung Schiffbrüchiger mit Hosenbojen über 600 Menschen gerettet.

## Entwicklung
Im Jahr 1868 gelang es in Deutschland erstmals die Reichweite der eingesetzten Raketen auf bis zu 500 m zu steigern. Die Hosenboje ist auch heute noch im Einsatz.